# Copa América 2001
Die Copa América 2001 war die 40. Ausspielung der südamerikanischen Kontinentalmeisterschaft im Fußball und fand vom 11. bis 29. Juli zum ersten Mal in Kolumbien statt. Nachdem Kolumbien als Gastgeberland von der CONMEBOL ausgewählt worden war, kam es zu mehreren Problemen zwischen beiden. So wurde Venezuela angeboten, das Turnier als Ersatzgastgeber durchzuführen. Jedoch machte die CONMEBOL in letzter Minute einen Rückzieher und entschied sich endgültig für Kolumbien. Vor dem Turnier erhielt Argentinien Drohungen von Terroristen und entschied sich gegen die Teilnahme an der Copa. Neben den Argentiniern sagte auch Kanada ab. Als Ersatz wurden Costa Rica und erstmals Honduras eingeladen. Dadurch nahmen erstmals in der Geschichte des Wettbewerbs einschließlich „Dauergast“ Mexiko drei Gastmannschaften am Turnier teil. Das Team von Honduras wurde aber so spät benachrichtigt, dass es gerade mal mit genügend Spielern – das Turnier hatte bereits begonnen – am 13. Juli, nur wenige Stunden vor ihrem ersten Spiel, anreisen konnte. Trotz all dieser Hindernisse lieferte Honduras gute Spiele ab und bezwang sogar Titelverteidiger und Vize-Weltmeister Brasilien mit 2:0 im Viertelfinale. Dieser Sieg wurde auch in Argentinien, Brasiliens größtem Gegner, groß gefeiert und in den Medien verbreitet.
Am Austragungsmodus änderte sich nichts. Gespielt wurde in einer Kombination aus Gruppenphase und anschließender K.-o.-Runde. Die Gruppenphase wurde in drei Gruppen zu je vier Mannschaften gespielt. Die Zusammensetzung der Gruppen wurde durch die CONMEBOL in einer öffentlichen Auslosung bestimmt. Das Viertelfinale erreichten die beiden besten Mannschaften jeder Gruppe sowie die zwei besten Drittplatzierten. Bei Punktgleichheit entschied das Torverhältnis. In der Finalrunde gab es bei unentschiedenen Spielstand nach 90 Minuten keine Verlängerung, sondern gleich ein Elfmeterschießen. Die Spiele der Gruppenphase wurden, wie schon mehrfach in der Vergangenheit, im Rahmen von Doppelveranstaltungen jeweils an einem Tag im gleichen Stadion ausgetragen.
Gastgeber Kolumbien nutzte seinen Heimvorteil und gewann überraschend deutlich ohne Punktverlust und Gegentor zum ersten Mal die Copa América. Durch diesen Sieg war Kolumbien als Vertreter Südamerikas für den FIFA-Konföderationen-Pokal 2003 in Frankreich qualifiziert.

## Teilnehmer
| Gruppe A  | Gruppe B  | Gruppe C   |
| --------- | --------- | ---------- |
| Chile     | Brasilien | Bolivien   |
| Kolumbien | Mexiko    | Costa Rica |
| Ecuador   | Paraguay  | Honduras   |
| Venezuela | Peru      | Uruguay    |

## Spielorte
| Bogotá |

| Armenia |

| Barranquilla |

| Cali |

| Manizales |

| Medellín |

| Pereira |

| Bogotá |

| Armenia |

| Barranquilla |

| Cali |

| Manizales |

| Medellín |

| Pereira |

## Gruppenphase

### Gruppe A
| Pl. | Land      | Sp. | S | U | N | Tore    | Diff. | Punkte |
| --- | --------- | --- | - | - | - | ------- | ----- | ------ |
| 1.  | Kolumbien | 3   | 3 | 0 | 0 | 005:000 | +5    | 09     |
| 2.  | Chile     | 3   | 2 | 0 | 1 | 005:300 | +2    | 06     |
| 3.  | Ecuador   | 3   | 1 | 0 | 2 | 005:500 | ±0    | 03     |
| 4.  | Venezuela | 3   | 0 | 0 | 3 | 000:700 | −7    | 0      |

|                                                                        |   |           |           |
| 11. Juli 2001 in Barranquilla (Estadio Metropolitano Roberto Meléndez) |   |           |           |
| Chile                                                                  | – | Ecuador   | 4:1 (1:0) |
| Kolumbien                                                              | – | Venezuela | 2:0 (1:0) |
| 14. Juli 2001 in Barranquilla (Estadio Metropolitano Roberto Meléndez) |   |           |           |
| Chile                                                                  | – | Venezuela | 1:0 (0:0) |
| Kolumbien                                                              | – | Ecuador   | 1:0 (1:0) |
| 17. Juli 2001 in Barranquilla (Estadio Metropolitano Roberto Meléndez) |   |           |           |
| Ecuador                                                                | – | Venezuela | 4:0 (2:0) |
| Kolumbien                                                              | – | Chile     | 2:0 (1:0) |

### Gruppe B
| Pl. | Land      | Sp. | S | U | N | Tore    | Diff. | Punkte |
| --- | --------- | --- | - | - | - | ------- | ----- | ------ |
| 1.  | Brasilien | 3   | 2 | 0 | 1 | 005:200 | +3    | 06     |
| 2.  | Mexiko    | 3   | 1 | 1 | 1 | 001:100 | ±0    | 04     |
| 3.  | Peru      | 3   | 1 | 1 | 1 | 004:500 | −1    | 04     |
| 4.  | Paraguay  | 3   | 0 | 2 | 1 | 004:600 | −2    | 02     |

|                                                           |   |           |           |
| 12. Juli 2001 in Cali (Estadio Olímpico Pascual Guerrero) |   |           |           |
| Paraguay                                                  | – | Peru      | 3:3 (1:1) |
| Mexiko                                                    | – | Brasilien | 1:0 (1:0) |
| 15. Juli 2001 in Cali (Estadio Olímpico Pascual Guerrero) |   |           |           |
| Brasilien                                                 | – | Peru      | 2:0 (1:0) |
| Paraguay                                                  | – | Mexiko    | 0:0       |
| 18. Juli 2001 in Cali (Estadio Olímpico Pascual Guerrero) |   |           |           |
| Peru                                                      | – | Mexiko    | 1:0 (0:0) |
| Brasilien                                                 | – | Paraguay  | 3:1 (0:1) |

### Gruppe C
| Pl. | Land       | Sp. | S | U | N | Tore    | Diff. | Punkte |
| --- | ---------- | --- | - | - | - | ------- | ----- | ------ |
| 1.  | Costa Rica | 3   | 2 | 1 | 0 | 006:100 | +5    | 07     |
| 2.  | Honduras   | 3   | 2 | 0 | 1 | 003:100 | +2    | 06     |
| 3.  | Uruguay    | 3   | 1 | 1 | 1 | 002:200 | ±0    | 04     |
| 4.  | Bolivien   | 3   | 0 | 0 | 3 | 000:700 | −7    | 0      |

|                                                       |   |            |           |
| 13. Juli 2001 in Medellín (Estadio Atanasio Girardot) |   |            |           |
| Uruguay                                               | – | Bolivien   | 1:0 (0:0) |
| Costa Rica                                            | – | Honduras   | 1:0 (0:0) |
| 16. Juli 2001 in Medellín (Estadio Atanasio Girardot) |   |            |           |
| Uruguay                                               | – | Costa Rica | 1:1 (0:1) |
| Honduras                                              | – | Bolivien   | 2:0 (0:0) |
| 19. Juli 2001 in Medellín (Estadio Atanasio Girardot) |   |            |           |
| Costa Rica                                            | – | Bolivien   | 4:0 (1:0) |
| Honduras                                              | – | Uruguay    | 1:0 (0:0) |

### Drittplatzierte
| Pl. | Land    | Sp. | S | U | N | Tore    | Diff. | Punkte |
| --- | ------- | --- | - | - | - | ------- | ----- | ------ |
| 1.  | Uruguay | 3   | 1 | 1 | 1 | 002:200 | ±0    | 04     |
| 2.  | Peru    | 3   | 1 | 1 | 1 | 004:500 | −1    | 04     |
| 3.  | Ecuador | 3   | 1 | 0 | 2 | 005:500 | ±0    | 03     |

## Viertelfinale
|                                                            |   |            |           |
| 22. Juli 2001 in Pereira (Estadio Hernán Ramírez Villegas) |   |            |           |
| Mexiko                                                     | – | Chile      | 2:0 (1:0) |
| 22. Juli 2001 in Armenia (Estadio Centenario de Armenia)   |   |            |           |
| Uruguay                                                    | – | Costa Rica | 2:1 (0:0) |
| 23. Juli 2001 in Armenia (Estadio Centenario de Armenia)   |   |            |           |
| Kolumbien                                                  | – | Peru       | 3:0 (0:0) |
| 23. Juli 2001 in Manizales (Estadio Palogrande)            |   |            |           |
| Honduras                                                   | – | Brasilien  | 2:0 (0:0) |

## Halbfinale
|                                                            |   |          |           |
| 25. Juli 2001 in Pereira (Estadio Hernán Ramírez Villegas) |   |          |           |
| Mexiko                                                     | – | Uruguay  | 2:1 (1:1) |
| 26. Juli 2001 in Manizales (Estadio Palogrande)            |   |          |           |
| Kolumbien                                                  | – | Honduras | 2:0 (1:0) |

## Spiel um Platz 3
|                                                   |   |         |                      |
| 28. Juli 2001 in Bogotá (Estadio Nemesio Camacho) |   |         |                      |
| Honduras                                          | – | Uruguay | 2:2 (2:2), 5:4 i. E. |

## Finale
|                                                   |   |        |           |
| 29. Juli 2001 in Bogotá (Estadio Nemesio Camacho) |   |        |           |
| Kolumbien                                         | – | Mexiko | 1:0 (0:0) |

## Beste Torschützen
| Rang | Spieler             | Tore |
| ---- | ------------------- | ---- |
| 1    | Víctor Aristizábal  | 6    |
| 2    | Paulo Wanchope      | 5    |
| 3    | Cristián Montecinos | 3    |
|      | Amado Guevara       | 3    |
| 5    | Denilson            | 2    |
|      | Agustín Delgado     | 2    |
|      | Saúl Martínez       | 2    |
|      | Jared Borgetti      | 2    |
|      | Virgilio Ferreira   | 2    |